# Försvarsbeslutet 1968
Försvarsbeslutet 1968 (proposition 1968:109) var ett försvarsbeslut som antogs 1968 av riksdagen om hur det svenska försvaret skulle se ut perioden 1968 till 1972. Försvarsbeslutet var dock ett år försenat och skulle egentligen fattats redan 1967.

## Bakgrund
Beslutet fattades enhälligt av Socialdemokraterna och Vänsterpartiet kommunisterna och var den första brytningen mellan de två blocken i den mångåriga enigheten mellan "de fyra demokratiska partierna" i försvarsfrågan. Bakgrunden till brytningen mellan blocken var Socialdemokraterna beslut 1967 att avbryta den årliga reala uppräkningen med teknikfaktorn på 2 %. Då den tekniska utvecklingen inom försvarssektorn var 5 % snabbare på cirka 40 % av anslagen kom kraven om effektiviseringar att bli orimliga och en successiv nedrustning påbörjades automatiskt.
Som en första konsekvens av de minskade anslagen kom Flygvapnet att halvera antalet de Viggenflygplan mot vad som tidigare beställts. Vidare kom även bombflyget att avvecklas som ett resultat av att anskaffningen av kärnvapen avbröts. Flygvapnet var dock det enda vapenslaget som drabbades av förbandsavveckling, genom att Göta flygflottilj (F 9) i Göteborg avvecklades 1969.
Marinen som genom det tidigare försvarsbeslutet 1958 redan fått ett minskat anslag, drabbades genom att det totala antalet stridsfartyg halverades under perioden 1958-1980.
Den mekanisering av Armén som hade påbörjats på 1950-talet kom att avbrytas, vidare kom även åtta stycken infanteribrigader (IB 66M) att undantas från vidare modernisering. Istället för att avveckla dessa brigader kom de att nedväxlas från anfallsbrigad till territorialförsvarsbrigader fram till de slutligen avvecklades på 1990-talet.

## Förändringar
I februari 1967 fick försvarets fredsorganisationsutredning (FFU) i uppdrag att bland annat utreda förhållandena vid flygvapnet samt att minst två flottiljer skulle avvecklas. Fredsorganisationsutredningen lämnade två delbetänkanden, i maj 1967 föreslogs att Göta flygflottilj (F 9) skulle avvecklas och i december 1967 föreslogs att Södertörns flygflottilj (F 18) och Roslagens flygkår (F 2) skulle avvecklas. Att just jaktflygflottiljerna Göta flygflottilj och Södertörns flygflottilj föreslogs för avveckling, hade bland annat sin bakgrund i att Chefen för flygvapnet i samband med en större vakantsättningen av flygdivisioner föreslagit för överbefälhavaren att just dessa två flygflottiljer skulle avvecklas. Gällande Göta flygflottilj så ansåg fredsorganisationsutredningen att utredningsunderlag har varit tillräckligt för att föreslå en avveckling. Gällande Södertörns flygflottilj så stod valet mellan åtta andra jaktflygflottiljer. Dock så undantogs F 4 och F 21 i norra Sverige och F 10 och F 12 i södra Sverige, från utredning om avveckling. Av F 1, F 3, F 13, F 16 och F 18 så ansågs F 18 vara den flygflottilj av minst betydelse, då en avveckling ansågs inte skulle ha någon större betydelse för ortens näringsliv. Vidare ansåg man att friställd personal hade enklare att hitta nya arbeten i en storstadsregion jämfört med friställd personal i landsbygdsregion. Vidare var F 18 den enda flygflottiljen av de fem som utredes för avveckling som inte hade något förvaltnings- eller produktionsansvar mot annan enhet. Det vill säga F 1, F 13 och F 16 hade förvaltningsansvar mot luftförsvarssektorer och F 3 svarade för målflygorganisation samt vissa servicefunktioner åt flygförvaltningens försökscentral (FC). Därmed föreslogs en avvecklingen av F 18 som krigsflygflottilj, vilken skulle ske successivt. En jaktflygdivision föreslogs upplösas före den 1 januari 1971 och den sista jaktflygdivisionen med flottiljadministrationen senast den 1 juli 1971. Dock så föreslog regeringen till försvarsbeslutet 1968 att endast jaktflygdivisionerna och baskompanier skulle avvecklas, men att flottiljadministrationen skulle kvarstå. Det med anledning att man ville invänta ett fullständigt förslag från försvarets fredsorganisationsutredning gällande organisationen av flygvapnets förband inom Stockholmsområdet, men även om flygvapnets skolorganisation.
År 1971 presenterade försvarets fredsorganisationsutredning sin utredning gällande flygvapnets förband i Stockholmsområdet och flygvapnets skolorganisation. Utredningen föreslog för regeringen att Roslagens flygkår, Svea flygkår samt att Södertörns flygflottilj skulle avvecklas. Södertörns flygflottilj föreslogs dock samtidigt att omorganiseras till en skolenhet för utbildning i huvudsakligen stridslednings och luftbevakningstjänst. Hallands flygkår föreslogs omorganiseras till en skolenhet med huvudinriktning på bastjänst. Sålunda föreslogs att bastjänstutbildningen vid flygvapnet skulle förläggas till Halmstad och strilutbildningen till Tullinge. De båda utbildningsenheterna föreslogs enligt utredningen benämnas Halmstads flygvapenskolor och Södertörns flygvapenskolor.
- F 9 - Göta flygflottilj i Säve, Göteborg avvecklas 1969.
- 2. hkpdiv - 2. helikopterdivisionen i Torslanda, Göteborg omlokaliseras 1969 till Säve depå.[6]
- Centrala Flygverkstaden Västerås (CFV) avvecklades.
- Centrala Flygverkstaden Malmslätt (CFM) uppgår i Försvarets Fabriksverk.

## FFU
Försvarets fredsorganisationsutredning (FFU) bildades efter att riksdagen bemyndigat chefen för försvarsdepartementet den 3 februari 1967, tillsätta en sakkunnig, med uppdrag att utreda frågan om vissa ändringar i krigsmaktens fredsorganisation. Landshövding Eric Wesström tillsattes som utredningsman, men entledigades den 1 januari 1972, och ersattes av Gunnar Gustafsson. Fram till 1975 FFU att delge nio betänkanden.
- Maj 1967 förslag om indragning av Göta flygflottilj (Ds Fö 1967:4)
- December 1967 förslag om indragning av Södertörns flygflottilj och Roslagens flygkår (Ds Fö 1967:16)
- December 1968 förslag om organisation av flygvapnets förband inom Stock-boms området (Ds Fö 1968:5)
- December 1969 förslag om indragning av flottiljadministrationen vid Östgöta flygflottilj (Ds Fö 1969:5)
- Mars 1970 förslag om ett nytt förband i Norrland, del 1 (Ds Fö 1970:6)
- April 1971 förslag om ett nytt förband i Norrland, del 2 (Ds Fö 1971:1)
- December 1972 förslag om vissa förändringar i arméns fredsorganisation (Ds Fö 1972:4)
- November 1973 förslag om ändringar i flygvapnets fredsorganisation (Ds Fö 1973:2)
- Januari 1974 förslag om fredsorganisationen på Gotland (Ds Fö 1974:1)